# Abadia de Tre Fontane
L'abadia de Tre Fontane (italià: Abbazia delle Tre Fontane, traduït com a abadia de les tres fonts) és l'únic complex religiós administrat a Roma pels cistercencs que té el títol d'abadia.

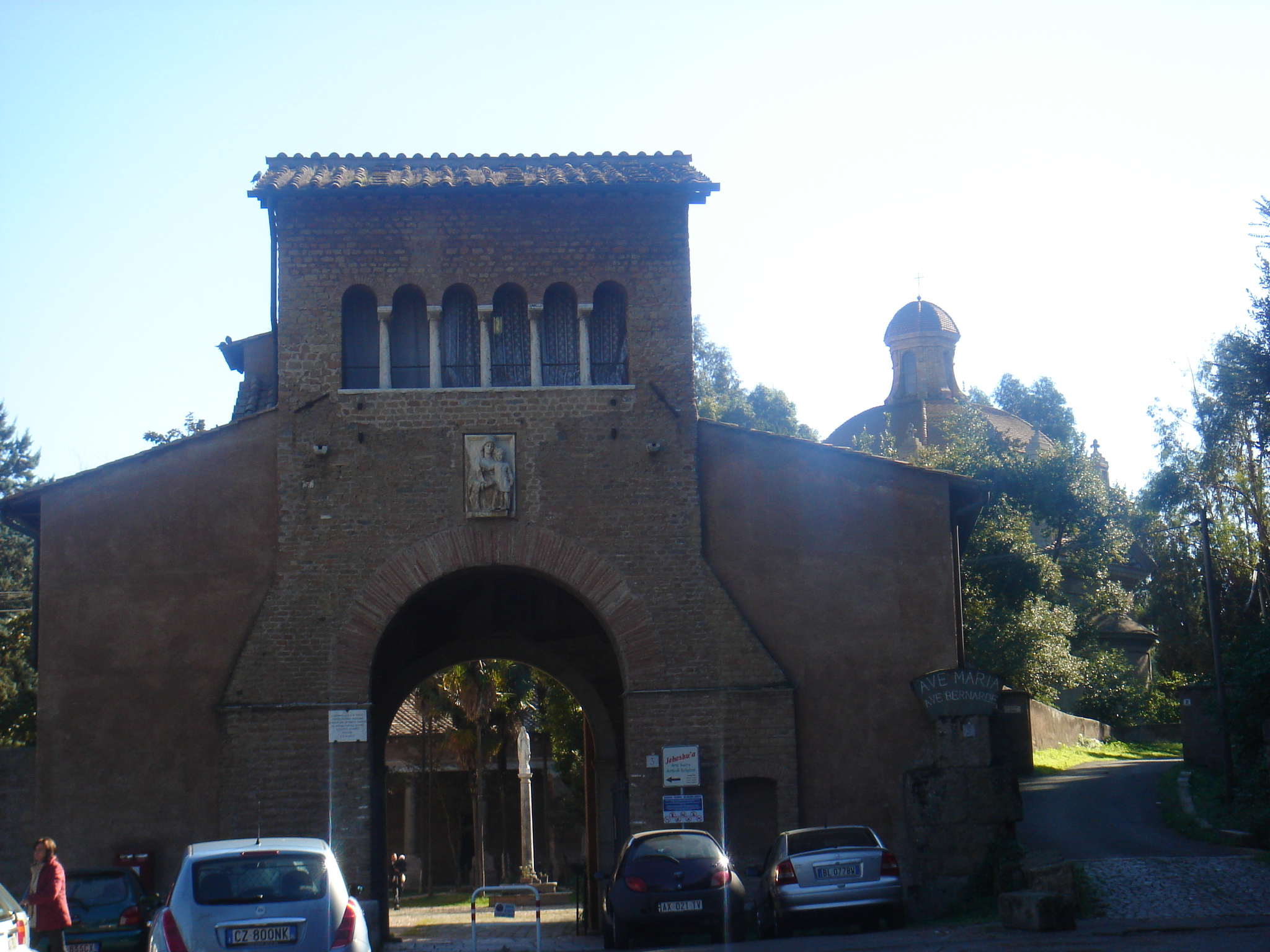
L'arc de Carlemany a l'entrada de l'abadia.

## Història del lloc
El complex de l'abadia es troba en una vall per on passa l'antiga via Laurentina, en una localitat anomenada Aquae Salviae. Es pensa que el topònim uneix l'esment de les deus de la zona al nom de la família que posseïa la propietat en l'època llatina-tardana.

### El monestir grec-armeni
A meitat del segle vii, en ocasió del sínode convocat pel Martí I l'any 649, s'afirma la presència a Roma d'un «venerable abat Jorge, del monestir de Cilicia que es troba a Acque Salvie a la nostra ciutat». Per tant, el primer allotjament en el lloc va ser el grec-armeni, al com l'emperador Heracli hauria enviat, com a regal, el cap del màrtir persa Anastasi, com a relíquia. Pertany a aquesta època la fundació de l'església dedicada a la Mare de Déu, que es dirà després Santa Maria Scala Coeli.
Com testifica el Liber Pontificalis, al final del segle viii el monestir i l'església es van incendiar, i foren de nou restaurats i lliurats per aquest mateix Papa. També els Papes successius entre el segle ix i el xii van mostrar el seu favor al monestir a través de donacions. La rellevància de la institució en l'ordenament feudal de l'Església de l'època es distingeix ulteriorment per les atribucions al monestir de feus a la Maremma toscana (Ansedonia, Orbetello, el Monte Argentario i l'illa del Giglio), a través d'una apòcrifa donació de Carlemany.

### L'abadia cluniacense
Al final del segle xi, sia perquè el monestir armeni estava en decadència o perquè els cluniacenses s'estaven convertint en l'orde monàstic més potent del temps i el Papa tenia necessitat d'aliats poderosos en les seves lluites polítiques, o per tots aquests motius junts, el fet és que Gregori VII va encarregar a aquesta ordre, al voltant de l'any 1080, l'abadia i les seves possessions.
No obstant això, pocs decennis després, l'any 1140, el Papa Innocenci II els va llevar el monestir als cluniacenses (que havien recolzat el cisma d'Anaclet II) i el va lliurar als cistercencs.

### L'abadia cistercenca
D'aquesta època procedeix la construcció de l'església abadal i l'estructura del monestir com ho coneixem avui: en un document del 1161 s'esmenten per primera vegada les tres esglésies que formen part de l'abadia.
El seu renovat i creixent poder es confirma pel fet que el seu primer abat cistercenc va arribar a ser després el Papa Eugeni III.
Aquest poder va créixer en els següents dos segles, amb la fundació de 5 abadies “filials”, gairebé totes dedicades a “Santa Maria”, l'abadia de Santa Maria di Casanova a Villa Celiera, l'abadia de Santa Maria Arabona a Manoppello, a Nemi (on els monjos, assetjats per la malària anaven a passar l'estiu) a l'illa de Ponza i a Montalto di Castro (però aquesta estava dedicada a sant Agustí).
Van completar el monestir l'any 1306 i el 1370 va enriquir el seu prestigi amb les relíquies de Vicenç d'Osca, que va ser nomenat també titular de l'església abadal.
Una vegada acabada l'època del monaquisme, l'any 1408 l'abadia va ser transformada en comendatària per Martí V, però va continuar sent dels cistercencs.
La vida de l'abadia es va interrompre l'any 1808, quan va ser suprimida a causa de la invasió napoleònica. A causa del saqueig, de la dispersió del seu patrimoni, pel traspàs dels llibres i els arxius a la Biblioteca Vaticana i a la Casanatense i per la infestació del lloc per la malària, l'estructura va quedar completament en ruïnes.

### Els trapencs
Les tropes napoleòniques van ser els destructors de l'abadia, i gràcies a França es va iniciar la reconstrucció: en ocasió del Jubileu extraordinari celebrat l'any 1867 per celebrar els 1800 anys del martiri dels sants Pere i Pau, Pius IX va aconseguir recaptar els fons necessaris per a les restauracions. Gràcies al comte francès de Moumilly, va ser restaurada amb butlla papal de 1868 una comunitat resident (que devia tenir almenys 14 membres), i l'abadia va ser confiada als monjos trapencs, ordre cistercenca que va tornar al segle xviii a l'anomenada “antiga observança” després de la intervenció d'Armand Juan Boutiller de Rance, perquè s'encarreguessin de la restauració dels edificis i al sanejament del territori.
Després de les lleis que van suprimir les congregacions religioses (1866) i que el 1870 confisqués bona part dels terrenys, els trapencs convertir-se en Società Agrícola en 1873 i van obtenir 450 hectàrees del territori d'Acque Salvie en emfiteusi perpètua, amb la condició de plantar 125.000 plantes d'Eucalyptus per al seu sanejament. Les llavors per als arbres foren una donació de l'australià Ferdinand von Mueller i dutes per l'arquebisbe de Melbourne James Alipius Goold quan es dirigia al Concili Vaticà I.
Efectivament, el sanejament es va realitzar (per mitjà de canalitzacions, eucaliptus, però sobretot enterrant un pantà que era el focus de la malària a la vall).

#### Tre Fontane
L'abadia produeix una cervesa (8,5 % vol. alc.) trapenca d'alta fermentació, elaborada d'acord amb la recepta de la comunitat dels monjos. La cervesa porta el nom de Tre Fontane.

## El monestir fortificat

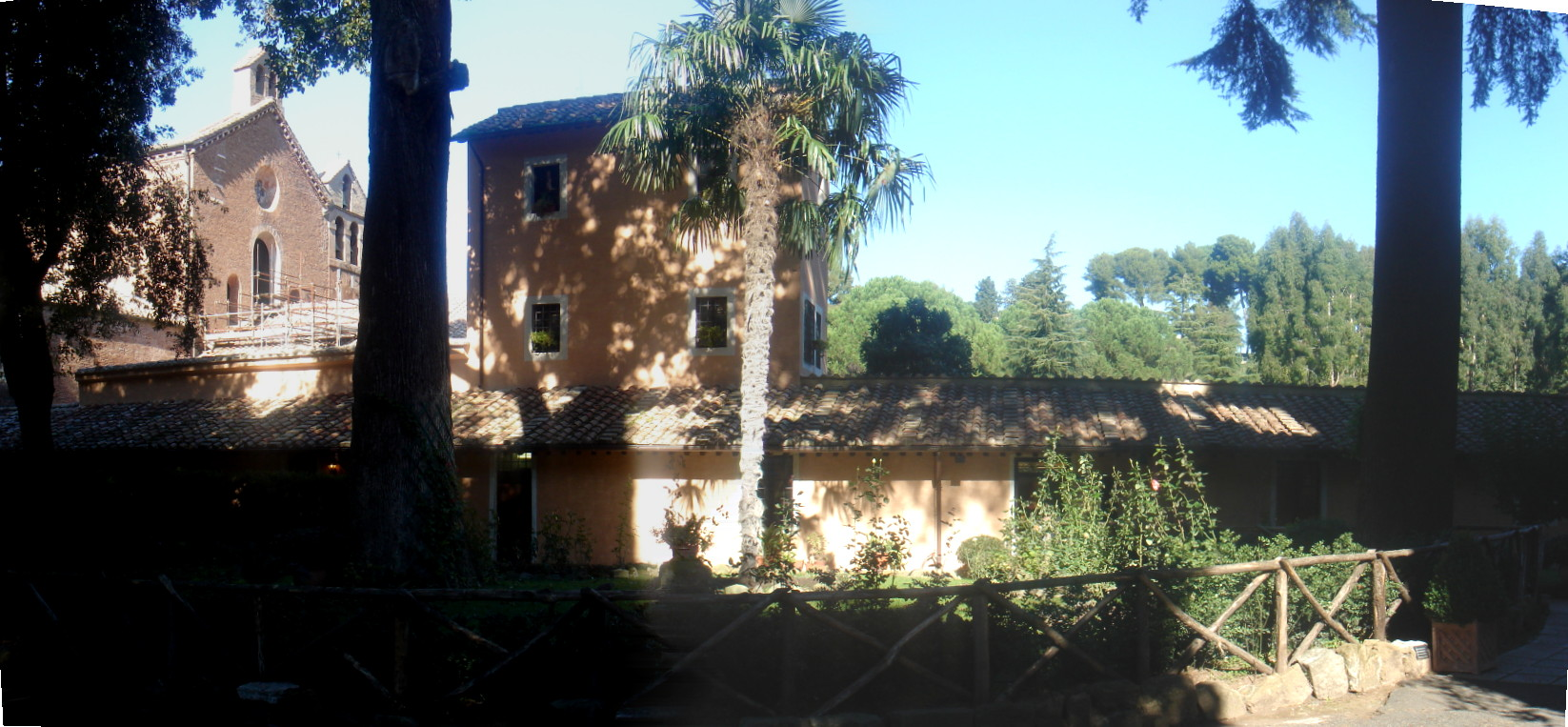
Recinte i torre del convent.

Com tots els complexos anàlegs de l'època, l'abadia de Tre Fontane presenta característiques de monestir fortificat: es veu clarament al portal d'ingrés, que fa pensar en el de la basílica dels Quatre Sants Coronats.
El portal es diu Arc de Carlemany perquè els frescs del seu interior recordaven la suposada donació de les possessions de Maremma de la qual naixia la riquesa de la institució: segons la llegenda, el Papa Lleó III va fer portar la relíquia de Sant Anastasi en ajuda de Carlemany obstinat a prendre Ansedonia als llombards; els seus murs van caure per un terratrèmol, Carlemany va vèncer la guerra i el monestir va ser dotat amb àmplies possessions a la Maremma.
L'abadia i el claustre són els llocs que estan a l'esquerra de l'església. Com els monjos viuen en clausura, l'interior és rarament visitable.

## Les tres esglésies

### Església abadal dels Sants Anàstasi i Vicenç
L'església abadal ha romàs pràcticament intacta en la forma en què va ser construïda al segle xii.
Va ser dedicada a Sant Anastasi, militar persa de l'exèrcit de Cosroe que va viure al segle vii, i va sofrir el martiri l'any 624, el seu cap va ser la primera relíquia important que va arribar al lloc, pocs anys després del martiri (desapareguda a la fi del segle XIV i retrobada a Santa Maria de Trestevere). Se li recorda el 22 de gener, dia de la seva mort.
L'any 1370 l'abadia es va enriquir amb altres relíquies de Vicenç d'Osca, al que també es va dedicar l'església.
La mà cistercenca –l'obra de la qual va submergir completament les restes de la primitiva construcció– es pot reconèixer en l'estil sòlid, sever i nu de l'església i dels altres edificis conventuals, i en el fet que tot estigui construït, a l'ús llombard, en maó, gairebé sense recórrer a materials de despulles, al contrari de l'ús romà del temps. Cistercencs i llombards van venir probablement de la gairebé contemporània Abadia de Claravall, els obrers que van edificar, van introduir en l'ús de construcció romà les voltes en arc apuntat fins llavors gairebé desconegudes a la ciutat.
Les seves massisses pilastres laterals, unides per voltes de canó, recolzaven a l'inici una volta amb arcs apuntats, que només roman avui sobre les capelles laterals, mentre que la de l'església arruïnada pel temps, va ser substituïda per armadures de fusta.
L'única decoració consisteix en unes grans figures dels apòstols representats sobre les pilastres de la nau.

### L'església (de la decapitació) de sant Pau

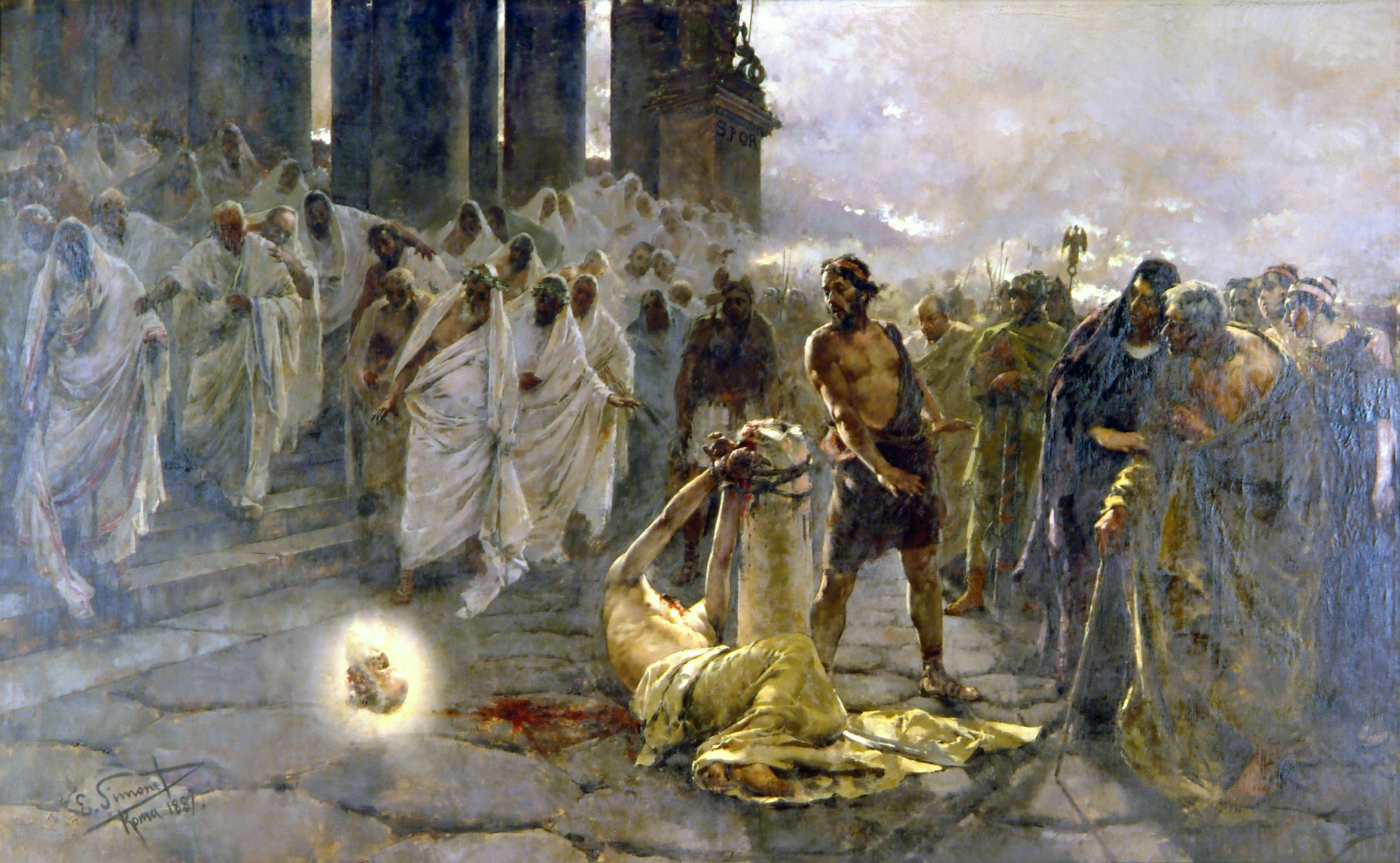
Decapitació de Sant Pau. Pintura d'Enrique Simonet de 1887.

La principal de les tradicions unides a l'abadia és aquella que indica la vall com a lloc de la decapitació de sant Pau, el 29 de juny del 67: el cap, quan va caure a terra, hauria donat tres bots, de cadascun dels quals hauria brollat una font.
Després va prevaler la tradició, segons la qual, la decapitació de sant Pau va ser a la via Ostiense, en el lloc on el van sepultar i es va construir en època constantiniana la basílica de Sant Pau extramurs. De totes maneres, Ad aquas sàlvies va sorgir, en temps antics, un oratori que recordava la decapitació i fundava la corresponent llegenda.
Aquest és el punt focal originari del lloc. L'origen es descriu amb les paraules d'Armellini:
L'any 1599 el cardenal Pietro Aldobrandini va manar refer completament l'oratori a Giacomo della Porta, sobre una planta molt simple a una única nau transversal amb dues capelles laterals, a través de la qual tres nínxols alberguen sengles fonts (on l'aigua ja no corre des de 1950). En el vestíbul es conserva l'estructura antiga de l'oratori i, sobre el paviment, el mosaic procedent de la reconstrucció del segle xvi. Un altre mosaic més ampli amb les imatges de les “Quatre estacions”, provinent del mitre imperial d'Ostia Antica, va ser instal·lat a la nau central durant la restauració del segle xix.
Sobre l'altar de la capella de l'esquerra estava col·locada la “Crucifixió” de Guido Reni, transferida a París pels francesos l'any 1797. Quan va ser recuperada, la van col·locar a la Pinacoteca Vaticana: actualment el retaule del lloc és una còpia.

### Santa María Scala Coeli
Ja des dels primers segles existia en el lloc un altre oratori, dedicat a la Verge, construït sobre una cripta on es deia que estava sepultat el tribú Zenó amb els seus 10.203 soldats, condemnats a mort per Dioclecià després d'haver construït les seves grans termes.
A l'esquerra de l'altar de la cripta, es veu a través d'un finestró un altar pagà dedicat a la deessa Dia, divinitat agrícola romana a la qual tributaven culte els arvales; per l'altre de la dreta es veuen les restes d'un antic cementiri cristià, considerat l'última presó de sant Pau abans de la decapitació.
El nom Scala Coeli, escrit també sobre la porta, neix d'una visió esdevinguda l'any 1183 al fundador dels cistercencs Bernat de Claravall, en la qual la Verge acollia les ànimes dels difunts que pujaven al cel per l'escala.
L'oratori es va esfondrar a finals del segle xvi, i la seva reconstrucció exnovo va ser confiada pel cardenal Alejandro Farnesio a Giacomo Della Porta, que va realitzar, entre el 1582 i el 1584, l'actual capella amb planta octogonal.

## Galeria fotogràfica

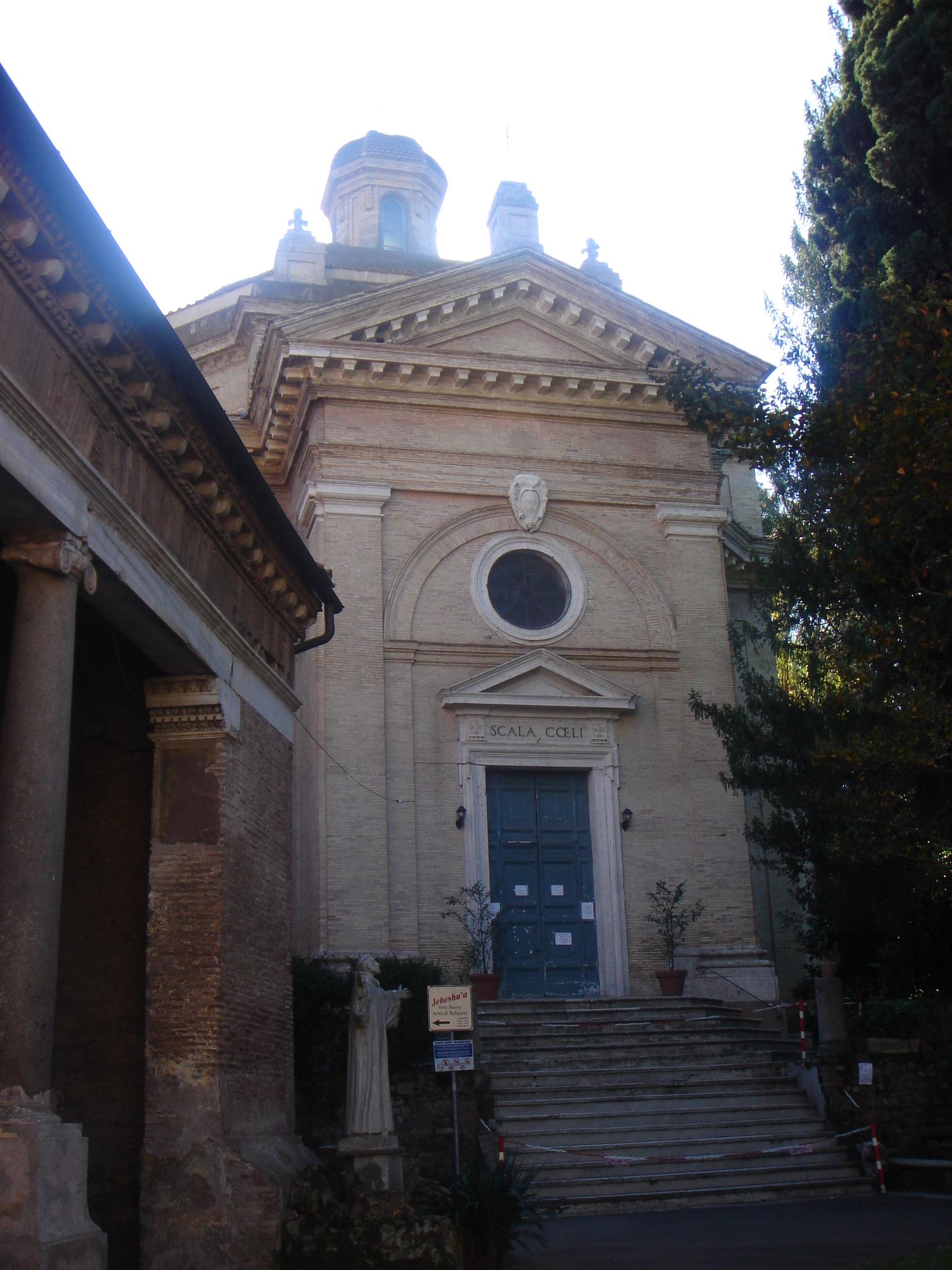
Santa Maria a Scala Coeli
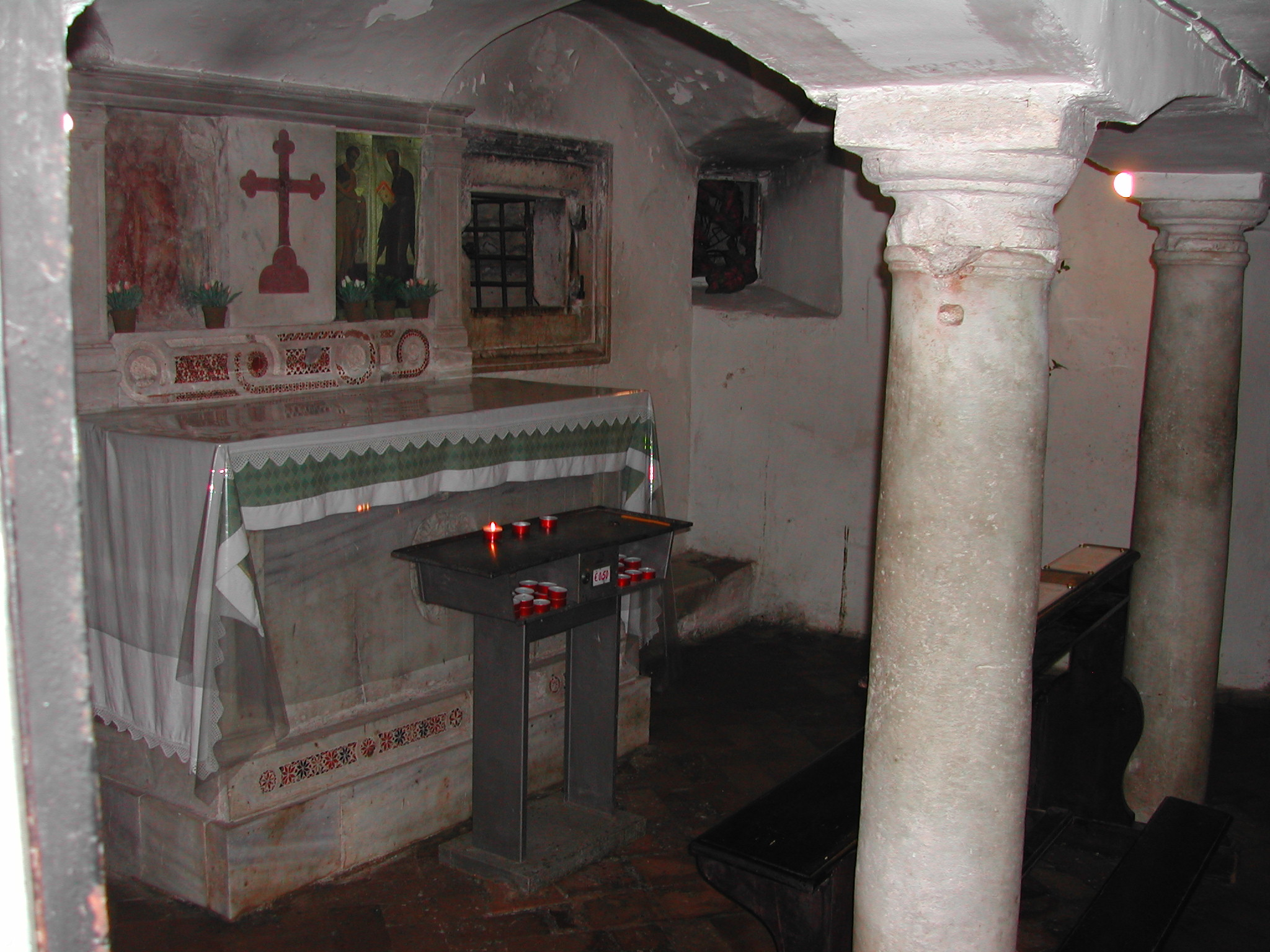
Cripta de sant Zenó
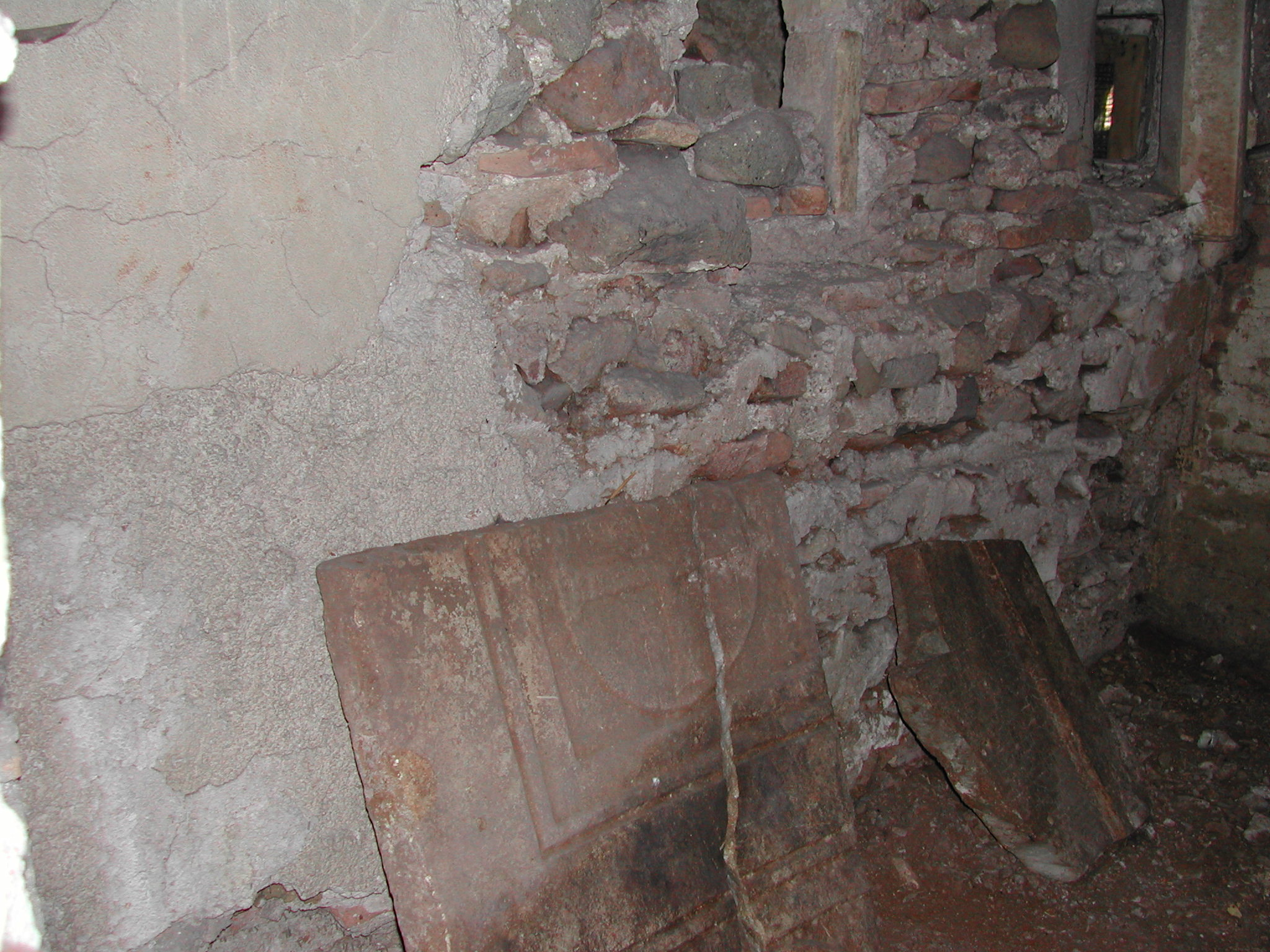
Sepulcre de sant Zenó i els soldats
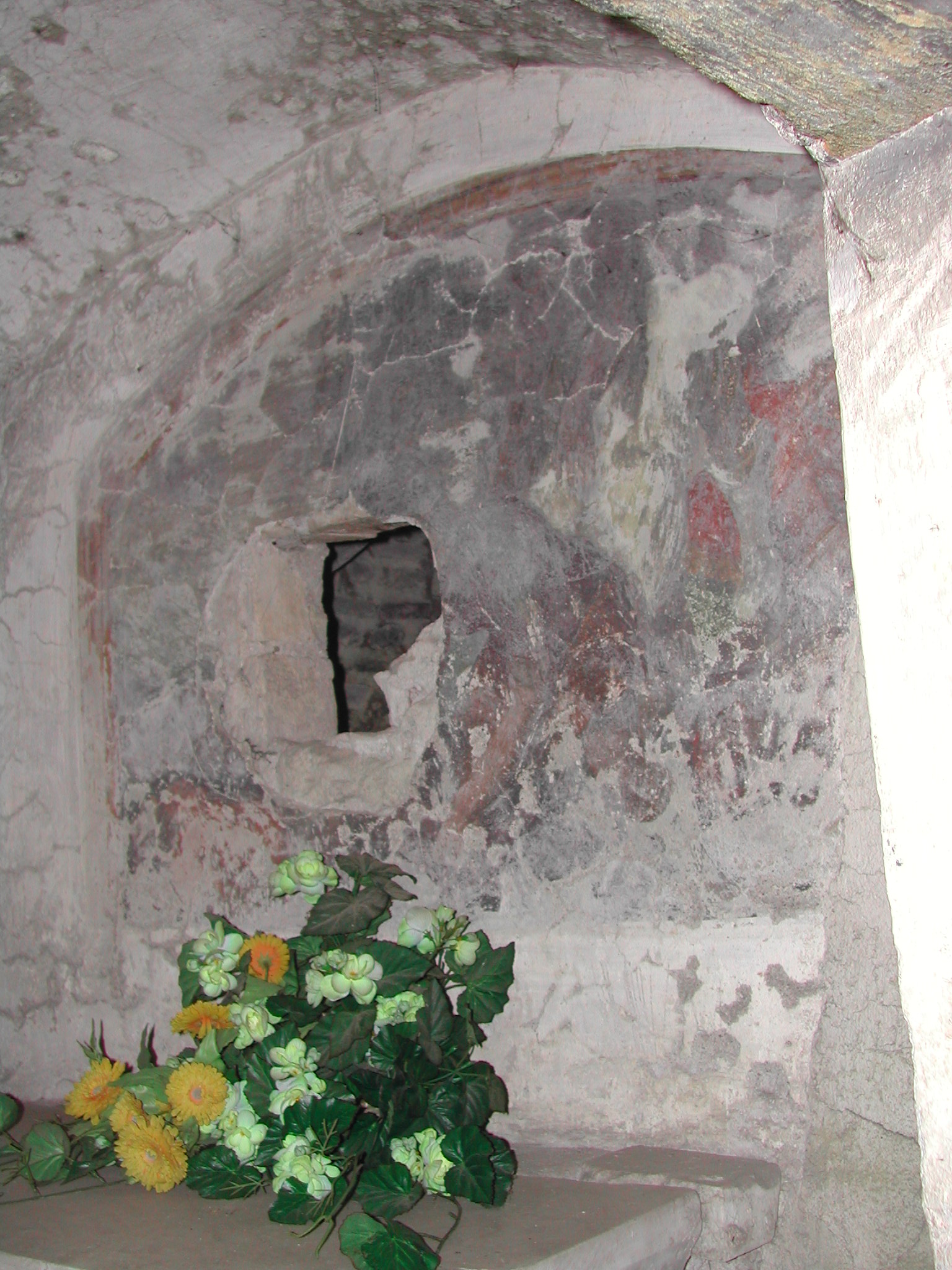
Altare di Dia